# Bosco didattico della Provincia di Cremona
Il Bosco didattico è un'oasi naturalistica istituita dalla Provincia di Cremona.

## Storia
Nel 1987 la Provincia di Cremona acquisiva l'area dismessa di una cava di sabbia posta nel territorio comunale di Castelleone. A partire da quell'anno iniziava un processo di rinaturalizzazione di un ambiente modificato da attività umane.
Lo scopo principale era quello di istituire in collaborazione con la Regione Lombardia una "Stazione sperimentale per la conservazione della flora di pianura", e, nello specifico, coltivare le specie vegetali autoctone della pianura padana, al fine poi di dirottarle in opere di rimboschimenti attuate da enti pubblici e privati, un'operazione che da allora ha permesso di distribuire migliaia di esemplari.
La rinaturalizzazione nel frattempo proseguiva anche acquisendo altre aree e sviluppando così una vera e propria oasi naturalistica di oltre 10 ettari. Allo stato attuale l'area appare come una superficie in gran parte boscata con alcune zone umide, con lo sviluppo di oltre un chilometro di sentieri e camminamenti provvisti di adeguati pannelli sinottici.

## Il Bosco oggi

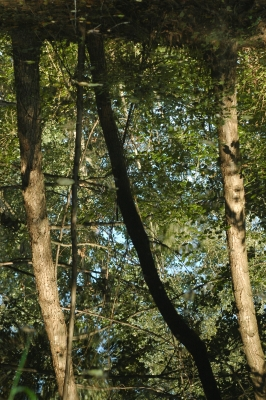
Riflessi in una zona umida

L'organizzazione è avvenuta con l'intento di raggruppare le specie botaniche in successione per capirne l'evoluzione dall'igrofilia all'allontanamento dall'acqua.
Il Bosco Didattico ha attirato anche un'interessante fauna, specie gli invertebrati, gli anfibi, l'avifauna e i micromammiferi.
Nell'area è stato allestito un centro visite, mentre per gruppi, in particolare per le scolaresche, sono possibili delle visite guidate con lezioni naturalistiche.
La Provincia ha anche recuperato la vicina Cascina Stella, dove ha allestito una sede espositiva per il museo-laboratorio del paesaggio padano (altrimenti denominato percorso didattico del paesaggio padano) e anche un Centro per la cura e la riabilitazione della fauna selvatica in difficoltà gestito dal WWF.

## Flora
L'ambiente ha un interesse prevalentemente botanico; vi si ritrovano le seguenti specie: l'acero campestre, l'acero montano, l'ailanto, il bagolaro, il biancospino, il biancospino selvatico, il bosso comune, il caprifoglio, il caprifoglio peloso, il carpino bianco, il carpino nero, il castagno, il cerro, il ciavardello, il ciliegio selvatico, il corniolo, il crespino, l'edera, l'emero, il faggio, la farnia, il fico, la frangola, il frassino maggiore, il frassino meridionale, la fusaggine, il gelso bianco, il ginepro comune, la ginestra dei carbonai, la Ginestrella, la lantana, il ligustro, la marruca, il melo selvatico, il nespolo, il nocciolo, il noce comune, l'olmo campestre, l'olmo siberiano l'ontano bianco, l'ontano nero, l'orniello, il Pado, il pallon di maggio, il perastro, il pioppo bianco, il pioppo cipressino, il pioppo del Canadà, il pioppo gatterino, il pioppo nero, il pioppo tremolo, il platano, il prugnolo, la robinia, la rosa cavallina, la rosa selvatica, la rosa serpeggiante, la roverella, il Rubus caesius, il rovo comune, il salice bianco, il salice da ceste, il salice da vimini, il salice grigio, il salice ripaiolo, il salice rosso, il salicone, il sambuco nero, il sanguinello, lo scotano, lo spino cervino, lo spino di Giuda, il tiglio nostrale, il tiglio selvatico.

## Morfologia
L'area si sviluppa su due terrazzamenti distinti: l'ingresso è sulla strada comunale di San Giacomo, ai limiti della "costa" che degrada verso la piana golenale dell'antico corso del fiume Serio e oggi percorso dal colatore Serio Morto. I dislivelli hanno una quota di 64 e 55 m s.l.m.

## I dintorni
La zona è protetta dal Parco sovracomunale del Serio Morto. La strada comunale di San Giacomo, sulla quale vi sorgono gli ingressi al Bosco e alla Cascina Stella, raggiunge in breve l'omonima cascina con annesso oratorio del XII secolo. Quest'ultimo sorge lungo il tracciato della Antica Strada Regina, un tracciato stradale di origine romana che collegava Cremona a Milano.

## Fonti
- Sito istituzionale, su boscodidattico.provincia.cremona.it.
- Il Percorso didattico del paesaggio padano all'interno del sito dell'Ecomuseo del territorio della Provincia di Cremona
- Scheda del Bosco Didattico nel Sistema Parchi della Regione Lombardia, su parchi.regione.lombardia.it (archiviato dall'url originale il 5 giugno 2006).